# Закультинське сільське поселення
Заку́льтинське сільське поселення (рос. Закультинское сельское поселение) — сільське поселення у складі Хілоцького району Забайкальського краю Росії.
Адміністративний центр — село Закульта.

## Населення
Населення сільського поселення становить 704 особи (2019; 828 у 2010, 887 у 2002).

## Склад
До складу сільського поселення входять:
| Населений пункт     | Населення, осіб (2002) | Населення, осіб (2010) |
| ------------------- | ---------------------- | ---------------------- |
| Закульта, село      | 509                    | 473                    |
| Мухор-Шибірка, село | 10                     | 2                      |
| Ушоти, село         | 188                    | 173                    |
| Шиля, село          | 180                    | 180                    |